# Estación de Somosaguas Centro
Somosaguas Centro es una estación de la línea ML-2 de Metro Ligero Oeste situada junto a la carretera de Carabanchel a Pozuelo próxima al Zoco de Pozuelo y al Parque empresarial La Finca, en Pozuelo de Alarcón. Abrió al público el 27 de julio de 2007.
Su tarifa corresponde a la zona B1 según el Consorcio Regional de Transportes.

## Accesos

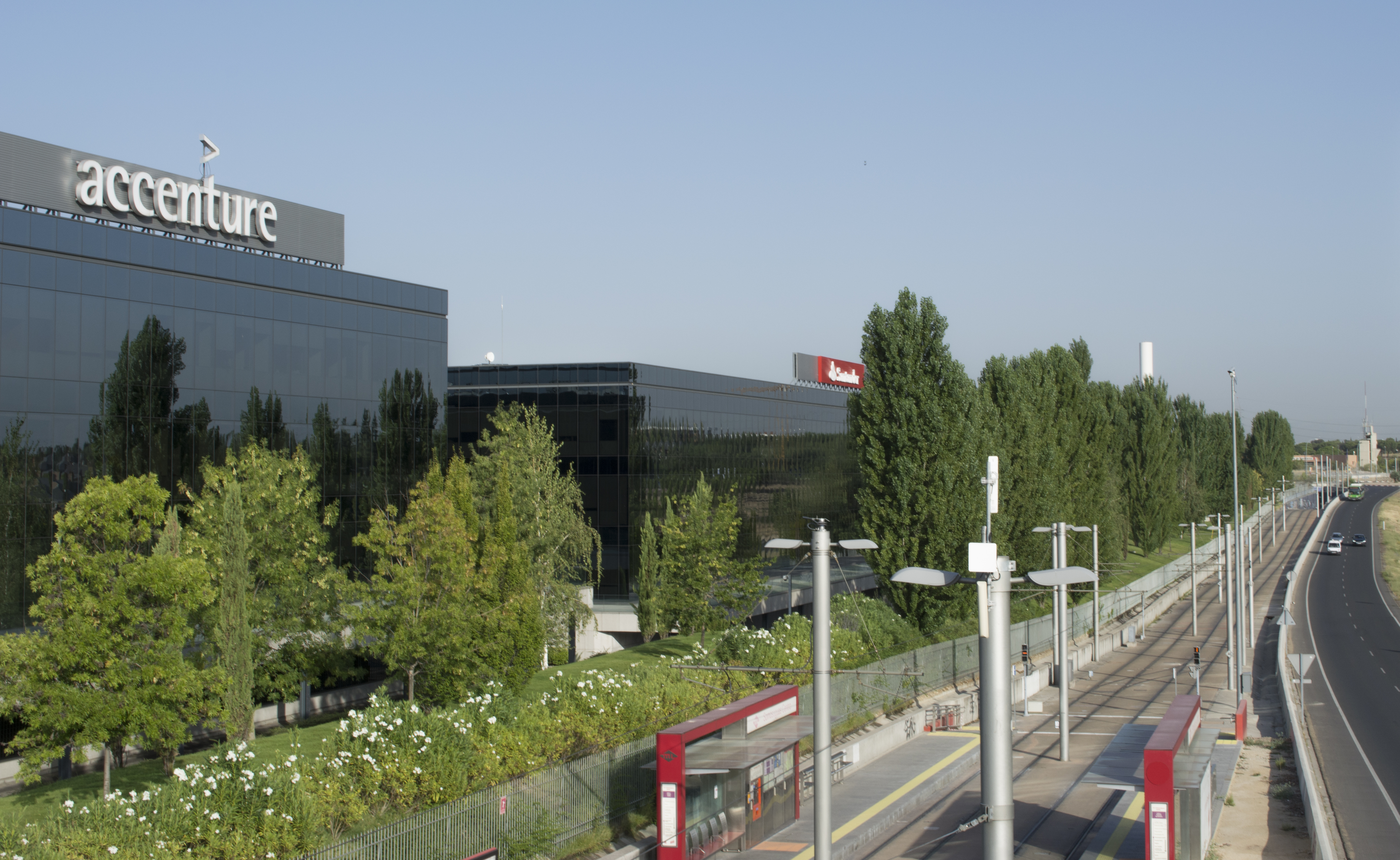
Vista en alto de la estación de Somosaguas Centro junto al Complejo Empresarial La Finca, al que sirve.

- Somosaguas Centro Ctra. de Carabanchel a Aravaca (M-502), km 3,8 (sentido decreciente). Próximo al Parque Empresarial La Finca

## Líneas y conexiones

### Metro Ligero
| << cabecera    | < estación     | línea | estación >    | cabecera >> |
| -------------- | -------------- | ----- | ------------- | ----------- |
| Colonia Jardín | Somosaguas Sur |       | Pozuelo Oeste | Aravaca     |

### Autobuses
| Diurnos   |                                                                               | |                           |
| Línea     | Destino                                                                       | Parada                                                                                                  | Operador                  |
| 560       | Pozuelo de Alarcón                                                            | 08711 Ctra. M502-Est. Somosaguas Centro Carretera de Carabanchel (M-502), km. 3,8 (sentido creciente)   | Avanza Movilidad Integral |
| 561       | Pozuelo de Alarcón - Majadahonda - Las Rozas de Madrid                        | 08711 Ctra. M502-Est. Somosaguas Centro Carretera de Carabanchel (M-502), km. 3,8 (sentido creciente)   | Avanza Movilidad Integral |
| 561B      | Pozuelo de Alarcón - Majadahonda - Las Rozas de Madrid (por Avda. Guadarrama) | 08711 Ctra. M502-Est. Somosaguas Centro Carretera de Carabanchel (M-502), km. 3,8 (sentido creciente)   | Avanza Movilidad Integral |
| 562       | Pozuelo de Alarcón                                                            | 08711 Ctra. M502-Est. Somosaguas Centro Carretera de Carabanchel (M-502), km. 3,8 (sentido creciente)   | Avanza Movilidad Integral |
| 564       | Pozuelo de Alarcón (por Somosaguas Sur)                                       | 08711 Ctra. M502-Est. Somosaguas Centro Carretera de Carabanchel (M-502), km. 3,8 (sentido creciente)   | Avanza Movilidad Integral |
| 658       | Madrid (Moncloa)                                                              | 08711 Ctra. M502-Est. Somosaguas Centro Carretera de Carabanchel (M-502), km. 3,8 (sentido creciente)   | Avanza Movilidad Integral |
| 560       | Alcorcón                                                                      | 16950 Ctra. M502-Est. Somosaguas Centro Carretera de Carabanchel (M-502), km. 3,7 (sentido decreciente) | Avanza Movilidad Integral |
| 561       | Madrid (Aluche)                                                               | 16950 Ctra. M502-Est. Somosaguas Centro Carretera de Carabanchel (M-502), km. 3,7 (sentido decreciente) | Avanza Movilidad Integral |
| 561B      | Madrid (Aluche)                                                               | 16950 Ctra. M502-Est. Somosaguas Centro Carretera de Carabanchel (M-502), km. 3,7 (sentido decreciente) | Avanza Movilidad Integral |
| 562       | Madrid (Aluche)                                                               | 16950 Ctra. M502-Est. Somosaguas Centro Carretera de Carabanchel (M-502), km. 3,7 (sentido decreciente) | Avanza Movilidad Integral |
| 564       | Madrid (Aluche)                                                               | 16950 Ctra. M502-Est. Somosaguas Centro Carretera de Carabanchel (M-502), km. 3,7 (sentido decreciente) | Avanza Movilidad Integral |
| 658       | Pozuelo de Alarcón (Prado Somosaguas - Ciudad de la Imagen)                   | 16950 Ctra. M502-Est. Somosaguas Centro Carretera de Carabanchel (M-502), km. 3,7 (sentido decreciente) | Avanza Movilidad Integral |
| 658A      | Madrid (Moncloa)                                                              | 10577 P.º Finca - Est. Somosaguas Centro                                                                | Avanza Movilidad Integral |
| 658A      | Pozuelo de Alarcón (P. E. La Finca - C. C. LaFinca)                           | 20920 P.º Finca - Est. Somosaguas Centro                                                                | Avanza Movilidad Integral |
| Nocturnos |                                                                               | |                           |
| Línea     | Destino                                                                       | Parada                                                                                                  | Operador                  |
| N902      | Pozuelo de Alarcón - Ciudad de la Imagen                                      | 16950 Ctra. M502-Est. Somosaguas Centro Carretera de Carabanchel (M-502), km. 3,7 (sentido decreciente) | Avanza Movilidad Integral |
| N902      | Madrid (Moncloa)                                                              | 08711 Ctra. M502-Est. Somosaguas Centro Carretera de Carabanchel (M-502), km. 3,8 (sentido creciente)   | Avanza Movilidad Integral |